# Marseulia
Marseulia là một chi bọ cánh cứng trong họ Chrysomelidae.
Chi này được miêu tả khoa học năm 1866 bởi Joannis.

## Các loài
Chi này gồm các loài:
- Marseulia dilativentris (Reiche, 1858)